# Тайроян, Нерсес
Нерсес Тайроян (21.03.1895 г., Сулеймания, Ирак — 4.08.1986) — первый архиепископ багдадский Армянской католической церкви.

## Биография
Нерсес Тайроян родился 21 марта 1895 года в мухафазе Сулеймания, Ирак.
21 декабря 1919 года Нерсес Тайроян был рукоположён в священника.
3 мая 1940 года Римский папа Пий XII назначил Нерсеса Тайрояна архиепископом Мардина. 27 октября 1940 года Нерсес Тайроян был рукоположён в епископа.
29 июня 1954 года Нерсес Тайроян был назначен архиепископом Багдада.
В 1962—1965 гг. Нерсес Тайроян участвовал в I, II, III и IV сессиях II Ватиканского собора.
1 октября 1972 года Нерсес Тайроян ушёл на пенсию. В этот же день он был назначен титулярным епископом Мелитены Армянской.
Умер 4 августа 1986 года.